# Айдовшчина
Айдовшчина (на словенски: Ajdovščina) е град в Словения, регион Горишка. Административен център на община Айдовшчина. Според Националната статистическа служба на Република Словения през 2015 г. градът има 6596 жители.